# Előszállás
Előszállás je vas na Madžarskem, ki upravno spada pod podregijo Dunaújvárosi Županije Fejér.